# Mujercitas (película de 1949)
Mujercitas (1949) es una película dirigida por Mervyn LeRoy basada en la novela homónima de Louisa May Alcott. Esta adaptación a la gran pantalla, la primera en color, fue escrita por Sally Benson, Víctor Heerman, Sarah Y. Mason y Andrew Solt. La banda sonora fue compuesta por Adolph Deutsch.

## Argumento
Durante la Guerra de Secesión, cuatro hermanas han de pasar de la adolescencia a la madurez bajo la escasez del dinero, la ausencia paterna, pues se encuentra en el frente como médico, pero junto a su madre y la vieja Ana vivirán unidas y felices, sobre todo cuando conocen al joven Laurie. Juntas conseguirán vencer sus defectos a través de lecciones que deben aprender por el camino más duro. Convirtiéndose así en todas unas mujercitas.

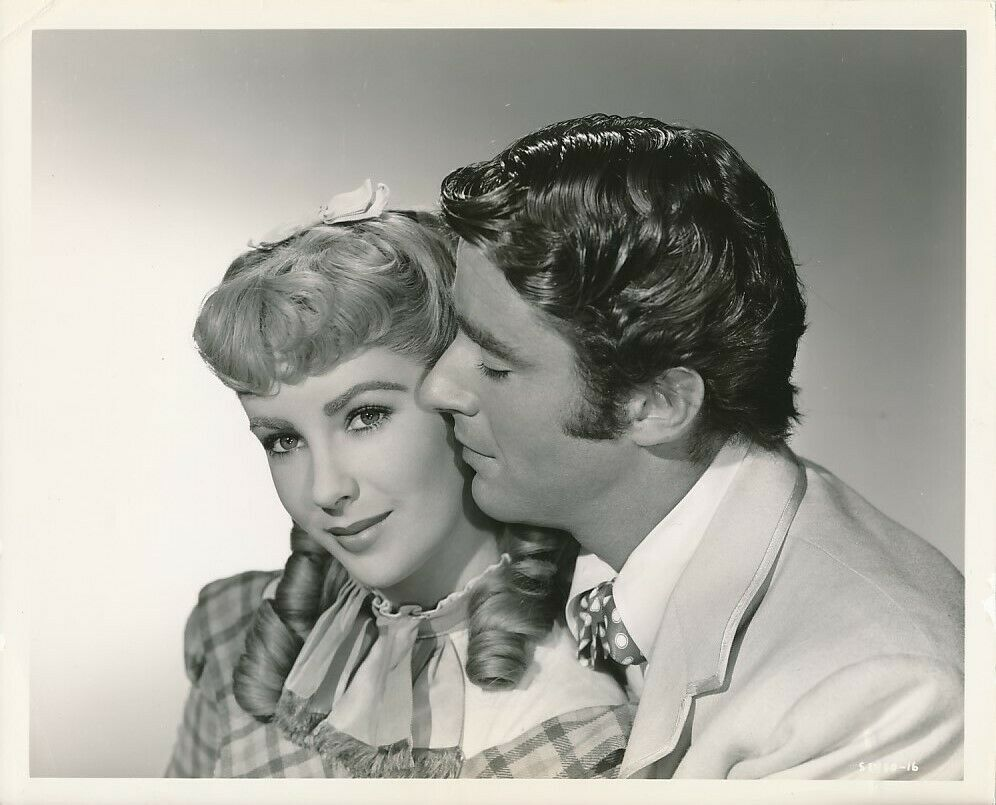
Elizabeth Taylor y Peter Lawford en la sesión promocional de Mujercitas (1949).

## Elenco
- Janet Leigh - Margaret 'Meg' March, la primogénita
- June Allyson - Josephine 'Jo' March, la segundogénita y principal protagonista
- Elizabeth Taylor - Amy March, la tercerogénita
- Margaret O'Brien - Elizabeth 'Beth' March, la hermana menor
- Peter Lawford - Theodore 'Laurie' Laurence
- Rossano Brazzi - Profesor Friedrich Bhaer
- Mary Astor - Sra. March
- Leon Ames - Sr. March
- Lucile Watson - Tía March
- Sir C. Aubrey Smith - Sr. James Laurence
- Richard Stapley - Teniente John Brooke
- Harry Davenport - Dr. Barnes
- Will Wright - Sr. Grace
- Ellen Corby - Sofía

## Premios
- Ganadora del premio Óscar por Mejor Dirección de Arte.
- Nominada al premio Óscar por Mejor Fotografía en Color.

## Diferencias con la novela
- En esta adaptación, la pianista Beth es la cuarta hija, aunque en la novela sea la tercera; por eso se la ve más pequeña que Amy.
- En lugar de conocerse personalmente Jo y Laurie en una fiesta navideña como expresa la novela, se conocen cuando las hermanas March y Ana llevan su desayuno a la necesitada familia Hummel.
- A la fiesta de Navidad, en la novela sólo acuden Meg y Jo, pero en el filme acuden las cuatro hermanas y abandonan la fiesta porque Beth queda muy afectada y llora por un malintencionado comentario en vez de torcerse un tobillo Meg, como dice la novela.
- Amy es sacada de la escuela del Sr. Davis por el maltrato que recibe por parte de éste. Sin embargo, en el filme no es maltratada, puesto que él se compadece y no le llega a pegar. A su vez, el castigo no viene por las limas sino por un dibujo chistoso que hizo Amy en la película, aunque en la novela ella contó que el dibujo lo hizo otra alumna.
- No incluye el capítulo en el que tras un pleito Amy quema el libro de Jo, después cae al río congelado y casi muere, con lo que Jo le perdona su fechoría.
- El apodo especial de Jo a Laurie "Teddy" no tiene presencia en esta adaptación.

## Mujercitas de Selznick
Originalmente, David O. Selznick era el productor de la película. El rodaje comenzó en septiembre de 1946, pero no pudo hacerse cargo de los gastos que ocasionaba el filme ante la  estrepitosa pérdida con Duelo al Sol (considerada hoy en día un clásico de culto). Por lo tanto, vendió el guion y los derechos a la MGM, que pensaba estrenarla en 1948, pero finalmente lo atrasó hasta marzo de 1949, para aprovechar la temporada de Pascua. Mujercitas fue una de las películas más taquilleras de 1949.
Los papeles inicialmente pensados por Selnick eran Rhonda Fleming como Meg, Jennifer Jones como Jo, Diana Lynn como Amy, Bambi Linn como Beth y Anne Revere como la Sra. March.

## Doblaje
| Personaje                | Actor de voz (España) 1950  | Actor de voz (España) 1972 | Actor de voz (México) ¿? |
| ------------------------ | --------------------------- | -------------------------- | ------------------------ |
| Jo March                 | Elvira Jofré (†)            | Mari Ángeles Herránz (†)   | Caritina González        |
| Laurie Laurence          | Emilio Ruiz (†)             | Juan Miguel Cuesta         | Juan Felipe Preciado (†) |
| Meg March                | Elsa Fábregas (†)           | María Luisa Rubio (†)      | Tena Curiel (†)          |
| Amy March                | Rosita Valero (†)           | Ángela González            | Rosanelda Aguirre        |
| Beth March               | María Dolores Gispert       | Selica Torcal              | Olga Donna-Dío           |
| Sra. March               | María Victoria Durá (†)     | Irene Guerrero de Luna (†) | Silvia Rey               |
| Sr. March                | José Sanchiz (†)            | Joaquín Vidriales (†)      | Carlos Petrel (†)        |
| Tía March                | Carmen Robles (†)           | Pilar Calvo (†)            | Carmen Donna-Dío (†)     |
| Sr. James Laurence       | Ramón Martori (†)           | Francisco Sánchez (†)      | Rubens Medel (†)         |
| Teniente John Brooke     | Miguel Ángel Valdivieso (†) | Javier Dotú                |                          |
| Profesor Friedrich Bhaer | Víctor Ramírez (†)          | Simón Ramírez (†)          | Agustín López Zavala (†) |
| Ana                      | Juanita Espín (†)           |                            | Velia Vegar              |
| Dr. Barnes               | Manuel Santigosa (†)        | Manuel de Juan (†)         | Pedro D'Aguillón (†)     |
| Profesor Davis           | Juan Algarraga Díaz (†)     |                            | Guillermo Romano         |
| Sr. Grace                | Jesús Puche (†)             |                            | Humberto Valdepeña (†)   |
| Sra. Kirke               | Esperanza del Barrero (†)   | María del Puy (†)          |                          |
| Sofía                    | Lolita Durán (†)            |                            |                          |
| Sra. Gardiner            | Ángela Liaño (†)            | Angelina Gatell            |                          |
| Sally Gardiner           | Maribel Casals (†)          | Ana María Saizar (†)       | Edith Byrd               |

- Doblaje de 1950 realizado en los estudios Metro-Goldwyn-Mayer de Barcelona para su estreno en 1951. [Incluido en el VHS de MGMG/UA]
- Doblaje de 1972 realizado en los estudios Sago-Exa de Madrid y distribuida por Ízaro Films S.A. para su reposición en cines. [Incluido en el DVD de Warner Bros.]
- Doblaje mexicano realizado en los estudios SISSA, popularmente conocido como Oruga.